# Liste der Monuments historiques in Lavours
Die Liste der Monuments historiques in Lavours führt die Monuments historiques in der französischen Gemeinde Lavours auf.

## Liste der Bauwerke
| Bezeichnung   | Beschreibung              | Standort | Kennzeichnung | Schutzstatus | Datum | Bild           |
| ------------- | ------------------------- | -------- | ------------- | ------------ | ----- | -------------- |
| Maison Gallet | Erbaut im 14. Jahrhundert | (Lage)   | PA00116418    | Inscrit      | 1933  | weitere Bilder |

## Liste der Objekte
- Monuments historiques (Objekte) in Lavours in der Base Palissy des französischen Kultusministeriums